# Klask
Klask, in der Eigenschreibweise KLASK, ist ein Geschicklichkeitsspiel des dänischen Tischlers Mikkel Bertelsen für zwei Personen aus dem Jahr 2014. Das Spiel erschien 2014 bei dessen Klask ApS in Dänemark, in den Folgejahren wurde es in Lizenz bei mehreren weiteren Verlagen international veröffentlicht. Im deutschsprachigen Raum wird es von der Carletto AG in der Schweiz unter der Marke Game Factory produziert.
2015 wurde das Spiel mit dem schwedischen Spielepreis Årets Spel in der Kategorie „Familienspiele“ ausgezeichnet. 2017 wurde das Spiel von der Jury des Spiel des Jahres in deren Empfehlungsliste aufgenommen.

## Thema und Ausstattung

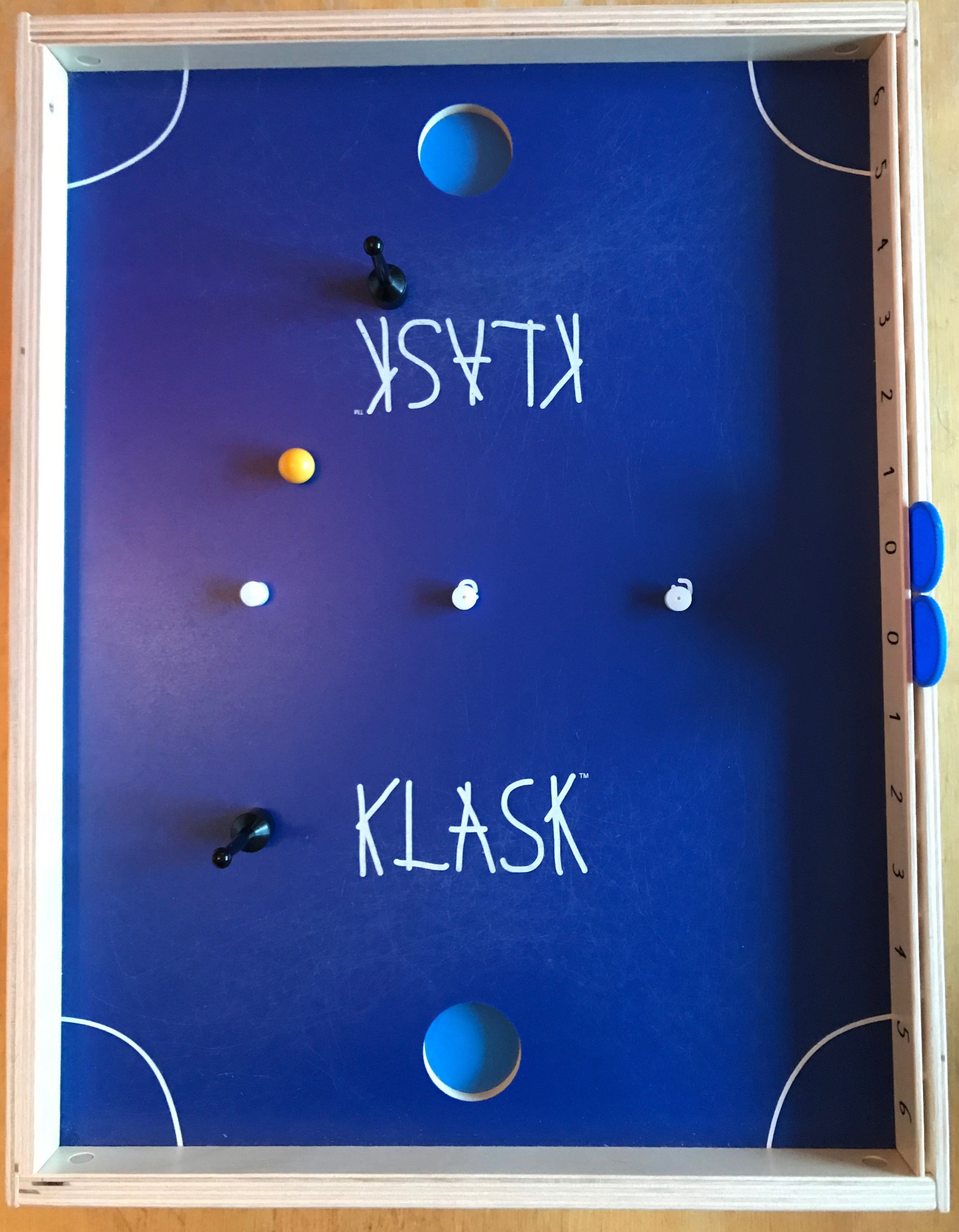
Spielfeld

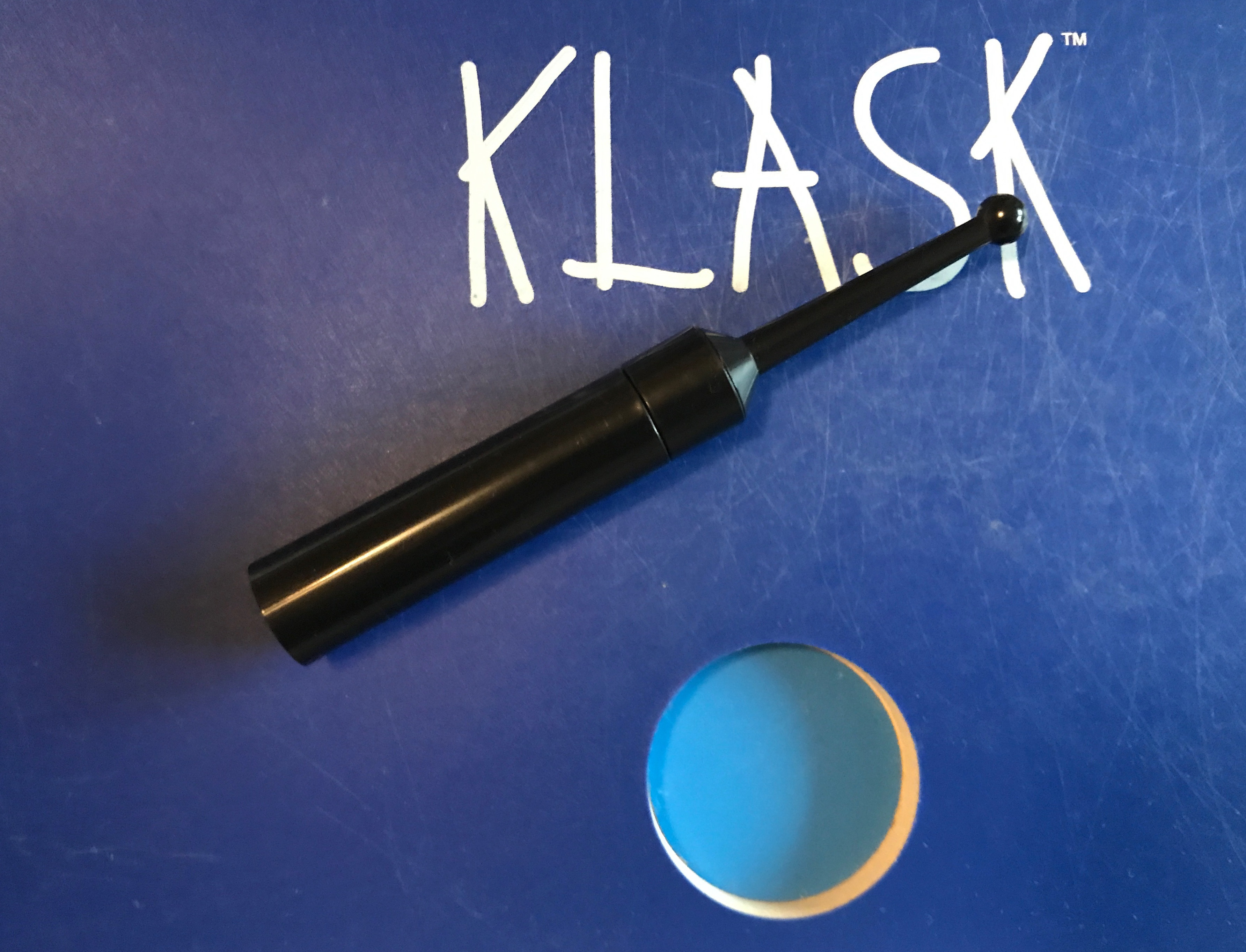
Spielfigur und Steuermagnet

Bei dem Spiel handelt sich um ein einfaches und schnelles Geschicklichkeitsspiel, das einem Airhockey, Tipp-Kick, Kicker oder ähnlichen Spielen ähnelt. Ziel ist es, eine Spielkugel mit Hilfe magnetisch gesteuerter Spielfiguren in das gegnerische Tor zu bringen und damit Punkte zu machen.
Das Spielmaterial ist vollständig aus Holz und Kunststoff und besteht neben der Spieleanleitung aus einem 30 mal 40 Zentimeter großen Spielfeld, den magnetischen Spielfiguren und deren Steuermagneten, drei kleinen weißen Magneten, einer Kugel und zwei Spielmünzen, die als Spielstandmarker genutzt werden.

## Spielweise

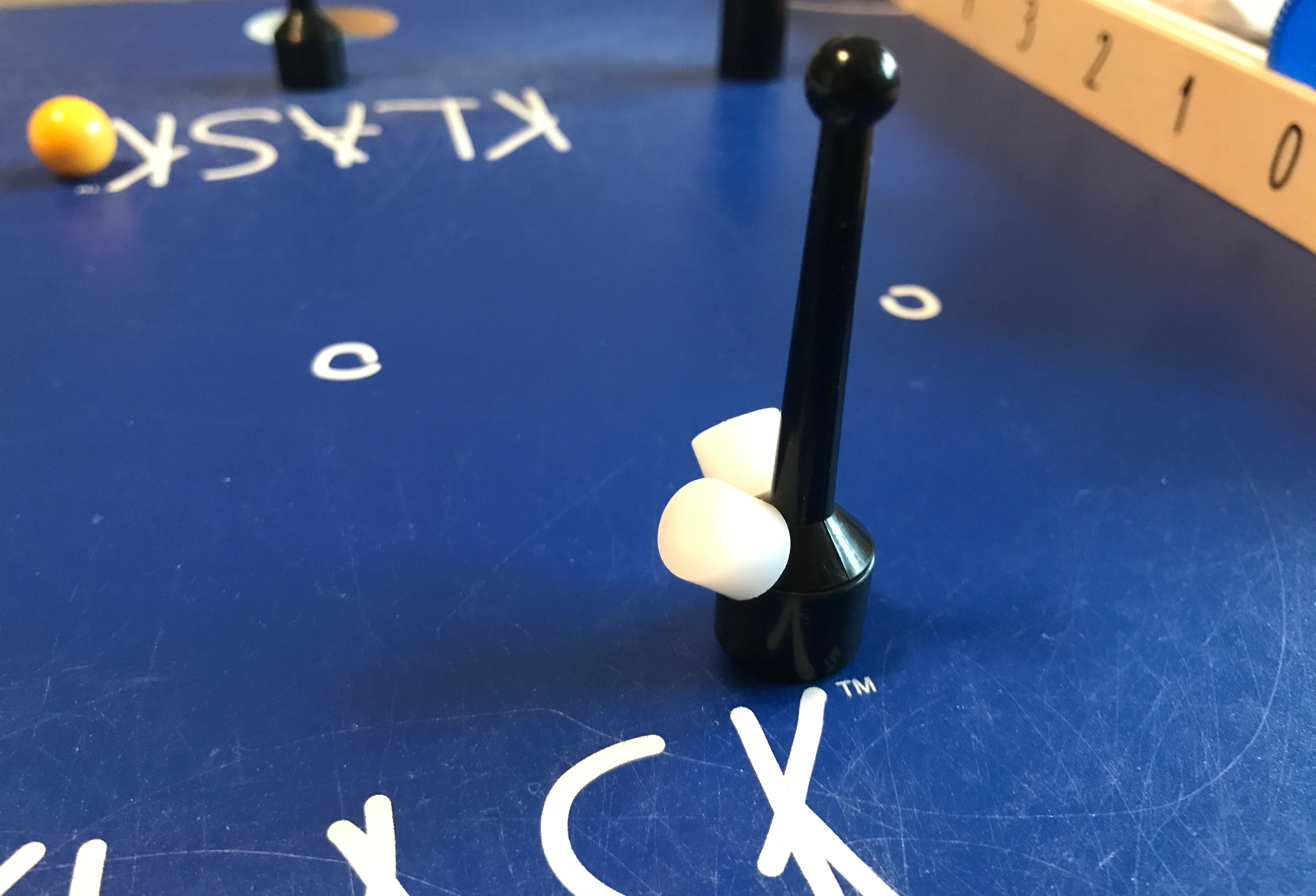
Zwei weiße Magneten an einer Spielfigur

Zu Beginn des Spiels wird das Spielfeld zwischen die beiden Spieler gestellt. Die drei weißen Magneten werden auf den dafür vorgesehenen Feldern platziert und die beiden Spielmünzen werden in die Spielsstandsanzeige am Spielfeldrand auf die Position 0 gestellt. Jeder der Spieler bekommt eine schwarze Spielfigur und den dazugehörigen Steuermagneten. Die Spielfigur wird auf das Spielfeld gestellt und der Steuermagnet unter das Spielfeld geschoben, sodass beide Teile magnetisch verbunden sind.
Der Startspieler bekommt den Ball und startet in einer seiner beiden Spielfeldecken. Beide Spieler versuchen nun, den Ball mit Hilfe ihrer Spielfiguren in das gegnerische Tor, einer kreisförmigen Versenkung von etwa drei Zentimetern Durchmesser im Spielfeld, zu spielen. Da die beiden Spielfeldhälften unter dem Spielfeld durch eine Sperre getrennt sind, können die Spieler dabei ihre Figur nur auf der eigenen Hälfte bewegen und dort den Ball spielen. Die weißen Magneten dürfen nicht mit dem Steuermagneten bewegt werden.
Punkte kann ein Spieler erreichen, wenn er
1. ein Tor schießt, wenn also der Ball im gegnerischen Tor liegt,
2. mindestens zwei weiße Magneten an der gegnerischen Figur haften,
3. der Gegner seine eigene Spielfigur in das eigene Tor zieht,
4. der Gegner die Kontrolle über seine Spielfigur verliert und sie mit seinem Steuermagneten nicht mehr zurückbekommen kann (wenn sie bsp. in der gegnerischen Spielfeldhälfte liegt).

Das Spiel endet, wenn ein Spieler sechs Punkte erreicht und die Zählmarke damit die Position 6 erreicht hat.

## Klask 4
2019 erschien mit Klask 4 ein Spiel für vier Spieler, die gleichzeitig gegeneinander spielen. Dabei wird in einem runden Spielfeld mit vier Toren gespielt, alle Regeln entsprechen der Zwei-Spieler-Version.

## Entwicklung und Rezeption
Das Spiel KLASK wurde von dem dänischen Tischler Mikkel Bertelsen entwickelt und in dessen eigens dafür gegründeten Unternehmen Klask ApS 2014 in Dänemark veröffentlicht. In den Folgejahren wurde es in Lizenz bei mehreren weiteren Verlagen international veröffentlicht. Es erschien 2015 bei Gigamic in Frankreich, bei Competo / Marektoy im englischsprachigen Raum und bei FantasTies in einer multilingualen Version in niederländischer, deutscher, englischer und französischer Sprache. 2016 wurde es von G3 für Polen aufgelegt, im deutschsprachigen Raum wird es seit 2017 von der Carletto AG in der Schweiz unter der Marke Game Factory als multilinguale Version in Deutsch, Französisch und Italienisch produziert.
2015 wurde das Spiel mit dem schwedischen Spielepreis Årets Spel in der Kategorie „Familienspiele“ ausgezeichnet. 2017 wurde das Spiel KLASK von der Jury des Spiel des Jahres in deren Empfehlungsliste aufgenommen. Dabei beschreibt sie das Spiel wie folgt:

„„Tor!“ Dieser Ausruf fällt bei diesem hölzernen Tischfußballspiel regelmäßig. Wobei das Tor, in das die Kugel rollen soll, weder Pfosten noch Latte hat, sondern eine Mulde ist. Und genau deshalb hört man häufig nicht nur „Tor“, sondern auch „Klack“. Dieses Geräusch ertönt, wenn jemand seine Figur mit dem unter der Spielfläche zu bewegenden Führungsmagneten in die Mulde bugsiert. Darüber freut sich der Gegner dann genauso wie über ein Tor, denn für ein „Klask“, wie es im Land des dänischen Autors heißt, gibt es auch einen Punkt. Zusätzlicher Clou sind drei kleine Magnete: Kommt eine Figur diesen zu nahe, dann haften sie an ihr. Wer zwei davon gesammelt hat, schenkt dem Gegner ebenfalls einen Punkt. Was also tun? Schnell und koordiniert reagieren, dann trickreich über Bande abschließen „Tor!““

## Belege
1. 1 2 3 4 5 6  Spieleanleitung KLASK
2. ↑  Versionen von KLASK in der Spieledatenbank BoardGameGeek (englisch); abgerufen am 23. September 2017.
3. 1 2  Klask auf der Website des Spiel des Jahres e.V.; abgerufen am 23. September 2017.